# Arctia standfussi
Arctia standfussi là một loài bướm đêm thuộc phân họ Arctiinae, họ Erebidae.